# Antonio Soler (Schriftsteller)

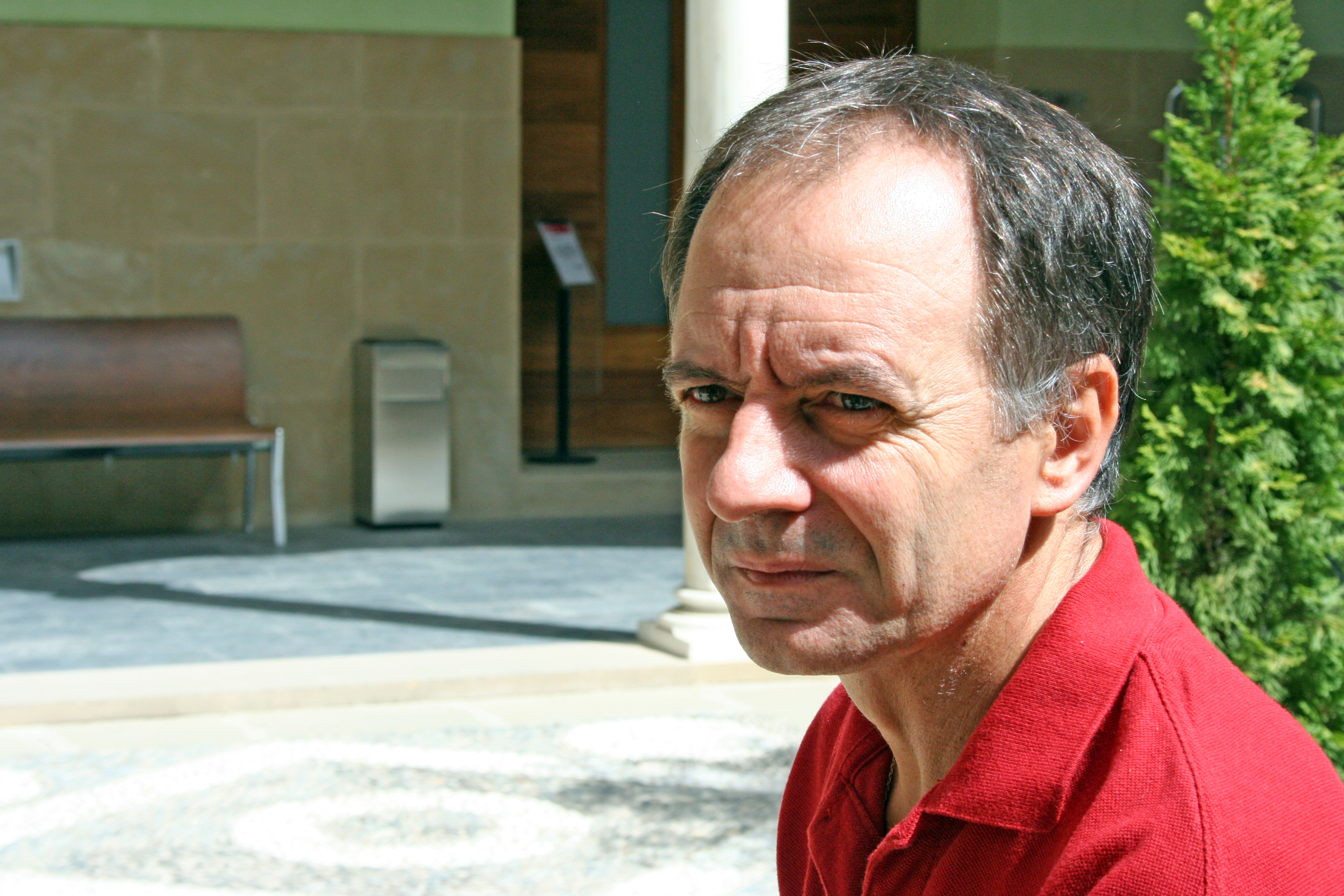
Antonio Soler (2007)

Antonio Soler Marcos (* 28. September 1956 in Málaga, Andalusien) ist ein spanischer Schriftsteller.

## Leben
Antonio Soler debütierte 1993 mit dem Roman Modelo de pasión als Schriftsteller. Mit seinem dritten, 1996 veröffentlichten Roman Las bailarinas muertas hatte er seinen ersten größeren Erfolg. Das Buch wurde sowohl mit dem Premio Herralde als auch mit dem Premio de la Crítica ausgezeichnet. Außerdem ist er sein bisher einziger in deutscher Sprache erhältlicher Roman. Nach einer Übersetzung von Sybille Martin erschien die Geschichte  im niederösterreichischen Verlag Stockmann unter dem Titel Die toten Tänzerinnen. Weitere Bücher wurden unter anderem ins Französische, Italienische, Griechische, Portugiesische und Koreanische übersetzt.
Mit seinem sechsten, 2004 erschienenen Roman El camino de los ingleses hatte Soler seinen bisher größten Erfolg. Noch im selben Jahr wurde er mit dem renommierten Nadal-Literaturpreis ausgezeichnet. Zwei Jahre später brachte der Hollywoodschauspieler Antonio Banderas mit seiner zweiten Regiearbeit den Film mit Alberto Amarilla, Victoria Abril und María Ruiz in den Hauptrollen in die spanischen Kinos. Der Film erhielt bei der Verleihung des spanischen Filmpreises Goya 2007 zwei Nominierungen. Neben Amarilla als Bester Hauptdarsteller erhielt Soler eine Nominierung für das Beste Drehbuch.
Zusammen mit dem Nobelpreisträger Jean-Marie Lehn und dem Ingenieur Antonio Luque López wurde Soler 2014 die Ehrendoktorwürde der Universität Málaga verliehen.

## Werke (Auswahl)
- Modelo de pasión (1993)
- Los héroes de la frontera (1995)
- Las bailarinas muertas (1996; deutsch: Die toten Tänzerinnen, Stockmann, Bad Vöslau 2011, ISBN 978-3-9502750-5-6)
- El nombre que ahora digo (1999)
- El espiritista melancólico (2001)
- El camino de los ingleses (2004)
- El sueño del caimán (2006)
- Lausana (2010)
- Boabdil (2012)
- Una historia violenta (2013)
- Apóstoles y asesinos (2016)
- Sur (2018)